# Androniscus subterraneus
Androniscus subterraneus là một loài chân đều trong họ Trichoniscidae. Loài này được Carl miêu tả khoa học năm 1906.